# The Merseybeats
The Merseybeats est un groupe britannique de beat créé en 1962.

## Historique
En 1966, ils se sont réduits à un duo (Tony Crane et Billy Kinsley) actif sous le nom The Merseys jusqu'en 1969. Dans les années 1970, Tony Crane a continué à tourner avec différents musiciens sous le nom Tony Crane and the Meyerbeats, tandis que Billy Kinsley formait en 1975 le groupe Liverpool Express, actif jusqu'en 1985.
The Merseybeats se sont reformés en 1993 pour tourner dans le circuit des concerts « sixties ».

## Membres
Les membres fondateurs du groupe (line-up de 1962) sont :
- Tony Crane - chant et guitare
- Billy Kinsley - chant et guitare
- Aaron Williams - guitare
- John Banks - batterie

Les membres actuels sont :
- Tony Crane - chant et guitare
- Billy Kinsley - chant et guitare
- Bob Packham - chœur et basse
- Dave Goldberg - claviers et guitare
- Lou Rosenthal - batterie

Autres membres : 
- Bob Garner
- John Gustafson